# 勐满镇 (勐海县)
勐满镇，是中华人民共和国云南省西双版纳傣族自治州勐海县下辖的一个乡镇级行政单位。

## 行政区划
勐满镇下辖以下地区：
城子村、纳包村、南达村、班倒村、帕迫村、星火山村、关双村和黎明农场七分场村。